# Konzentrationslager Raʾs al-ʿAin
Die Konzentrationslager Raʾs al-ʿAin (armenisch Ռաս ուլ-Այնի կայանատեղի, auch Resülayn, Ras el-Ain, Ras-ul-Ain oder Ras ul-Ayn geschrieben) waren Konzentrationslager in der Stadt Raʾs al-ʿAin, die heute an der syrisch-türkischen Grenze liegt. Dorthin wurden zahlreiche christliche Armenier deportiert und während des osmanischen Völkermords an den Armeniern in Massen getötet. Die Stätte wurde zu einem „Synonym des armenischen Leids“.

## Geschichte
Raʾs al-ʿAin war eine der wichtigsten Sammelplätze der im Zuge des Deportationsgesetzes verschleppten Christen. Im September 1915 kamen die Flüchtlinge (die nur noch aus Frauen und Kindern bestanden, denn die Männer waren bereits getötet worden), nach den erschöpfenden Todesmärschen an. Von 1500 schlecht bekleideten und barfuß gehenden Armeniern, die im September 1915 hauptsächlich aus Sivas deportiert wurden, waren 200 so entkräftet, dass sie praktisch unmittelbar nach ihrer Ankunft starben. Der Rest wurde innerhalb der folgenden Tage von Soldaten getötet, die zu dieser Aufgabe aus dem KZ Deir ez-Zor kamen. Insgesamt wurden etwa 70.000 Christen nach Raʾs al-ʿAin deportiert, die maximale Bevölkerung des Lagers zu einem Zeitpunkt war 40.000. Die Insassen wurden dann in vier Gruppen geteilt, von denen zwei weiter nach Deir ez-Zor, zwei nach Mosul geschickt wurden. Bereits im April 1916 berichtete der deutsche Konsul von „erneuten Massakern in Ras ül Ain: 300 bis 500 Deportierte wurden jeden Tag aus dem Konzentrationslager herausgezerrt und bei einer Entfernung von 10 km zu Ras ül Ain abgeschlachtet.“ Im Sommer 1916 führte die türkische Regierung neue Runden von Massakern in den Gebieten von Deir ez-Zor, Rakka und Raʾs al-ʿAin durch. Im gesamten Jahre 1916 wurden 80.000 der Armenier in Ras ül-Ain abgeschlachtet.

„While we were marching the Turkish soldiers with drawn swords suddenly made their way through the crowd, and, like beasts let loose in a flock of sheep, killed and wounded many. The rest still dragged on under the influence of the bloody swords until Ras-ul-Ain. Desert was reached. This place was especially noted for the carrying of their butchery, for all that were sent to these parts were sent there to die.“

„Während wir marschierten, machten die türkischen Soldaten mit gezogenen Schwertern plötzlich ihren Weg durch die Menge und töteten, wie auf eine Schafherde losgelassene Biester, viele und verwundeten zahlreiche. Der Rest zog sich unter dem Einfluss der blutigen Schwerter bis Ras-ul-Ain hin. Die Wüste wurde erreicht. Dieser Platz war besonders für das Austragen ihrer Blutbäder bekannt; alle, die in diese Bereiche geschickt wurden, wurden dorthin zum Sterben geschickt.“

Mitteilung von Johannes Lepsius:

„Am 6. April 1916 wurden in dem Konzentrationslager von Ras ul Ain von 14 000 Deportierten 12 000 abgeschlachtet; der Rest von 2000 später ebenfalls beseitigt. Am 16. April wurden die in Maarra und den umliegenden Dörfern »angesiedelten Armenier« in die arabische Wüste geschickt; am 19. April folgten ihnen aus Marasch 9000 Armenier (der Rest von 24 000) nach Der es Zor. Das Hungersterben in den Konzentrationslagern sorgte dafür, daß immer wieder Platz wurde.“

Mehrmals wurden ganze Lager in Raʾs al-ʿAin zur Verfolgung der Typhus-Epidemien liquidiert. Für den damaligen US-Botschafter Henry Morgenthau war die Existenz „dieser elenden“ armenischen Reisenden auf dem Weg nach Raʾs al-ʿAin ein „einziger andauernder Horror“.

## Bekannte Deportierte
- Aram Andonian, Verfasser der Andonian-Telegramme
- Hovhannes Kımpetyan (1894–1915), Poet und Lehrer, verhungerte während der Deportation in Raʾs al-ʿAin im Alter von 21 Jahren.[9]

## Bibliografie
- David Gaunt: Massacres, resistance, protectors. Muslim-Christian relations in Eastern Anatolia during World War I. Gorgias Press, Piscataway NJ 2006
- Donald E. Miller, Lorna Touryan Miller: Survivors. An Oral History Of The Armenian Genocide. University of California Press, Los Angeles 1999, ISBN 0-520-21956-2